# Qinling Shan
De Qinling Shan of Qinling (Chinees: 秦岭山, pinyin: Qínlǐng Shān) is een gebergte in China. De Qinling strekt in oost-westelijke richting en valt binnen de provincies Gansu, Shaanxi en Henan. Ze vormt een natuurlijke culturele barrière tussen het noorden en zuiden van China.

## Ligging
De Qinling is ongeveer 700 km lang en 250 km breed. Het hoogste punt is de Taibai Shan (3767 m), de hoogste berg in de Volksrepubliek China buiten Tibet, Yunnan en Xinjiang. Ten noorden van de Qinling ligt de dichtbevolkte vallei van de Wei He, de noordelijke bakermat van de Chinese beschaving. Ten zuiden van de Qinling ligt de vallei van de Han Jiang. In het westen sluit de Qinling aan op de Kunlun Shan en het Tibetaans Plateau. In het oosten gaat ze over in de lagere Funiu Shan en Dabie Shan die uitlopen op de Chinese kustvlakte.

## Natuur
De Qinling vormt de waterscheiding tussen de Huang He (Gele Rivier) en Yangtze (Blauwe Rivier). Daarnaast vormt het gebergte de klimaatscheiding tussen het noorden en zuiden van China. De noordelijke flanken hebben hetzelfde hete en droge klimaat dat ook in de vruchtbare lössvlaktes rond de vallei van de Wei He heerst. Ten zuiden van de Qinling heersen warme en vochtige klimaten. Dit zorgt voor een duidelijk verschil in natuurlijke vegetatie en de gewassen die verbouwd worden. Ten noorden van de Qinling treft men vooral tarwebouw aan, ten zuiden komt vooral rijstbouw afgewisseld met tropisch bos voor.
De Qinling vormt een eigen, op de wereld unieke, ecoregio: Qinling-bladverliezend bos. Het gebergte herbergt een groot aantal zeldzame plantensoorten, waarvan er ongeveer 3000 beschreven zijn. Onder de inheemse plantensoorten zijn de Japanse notenboom (Ginkgo biloba), de Chinese witte den (Pinus armandii), de esdoornsoort Acer miaotaiense en soorten Chinese dennen (Cunninghamia).
De Qinling is ook woonplaats van verschillende zeldzame diersoorten, waaronder de Qinlingpanda, een ondersoort van de reuzenpanda. Geschat wordt dat in de Qinling nog ongeveer 200 panda's leven, ongeveer een vijfde van het totale aantal in het wild levende reuzenpanda's. Het leefgebied van de panda's wordt beschermd door twee natuurreservaten (Changqing en Foping).
Andere zeldzame zoogdieren in de Qinling zijn takins (een op runderen lijkende soort bokken), gouden stompneusapen en nevelpanters. Onder de grotere vogelsoorten zijn goudfazanten, Temmincks trapogans, Japanse kuifibissen en steenarenden.

## Transport
Eeuwenlang vormde de Qinling een natuurlijke barrière voor de handel en vijandelijke legers. De Qinling was een van de plekken waar al vroeg zogenaamde hangende wegen werden aangelegd. Dit zijn slechts te voet begaanbare wegen langs kliffen, die bestaan uit in de rotswand bevestigde houten steunen waar planken over heen gelegd zijn.
Er lopen ook tegenwoordig slechts vier voor gemotoriseerd verkeer begaanbare passen over de Qinling.
In 1999 werd een spoorwegtunnel door de Qinling geopend tussen Xi'an en Ankang, wat de reistijden tussen het noorden en zuiden van China aanzienlijk heeft verkort.